# نهائي كأس الكونكاكاف الذهبية 2007
نهائي كأس الكونكاكاف الذهبية 2007 (بالإنجليزية: 2007 CONCACAF Gold Cup final) هي مباراة كرة قدم أقيمت في 24 يونيو 2007 في ملعب سولجر فيلد في شيكاغو، إلينوي، الولايات المتحدة، لتحديد الفريق الفائز في مسابقة كأس الكونكاكاف الذهبية 2007، بين منتخب الولايات المتحدة ومنتخب المكسيك، يعتبر هذا ثالث نهائي يجمع المنتخبين في نهائي مسابقة كأس الكونكاكاف الذهبية، فاز منتخب الولايات المتحدة على غريمته منتخب المكسيك بنتيجة 2–1، ما يمنح منتخب الولايات المتحدة لقب الكأس الذهبية للمرة الثانية على التوالي
 ويتمكن من الحفاظ على لقب كأس الكونكاكاف الذهبية على أرضه وبين جمهوره وتأمين لقبها الرابع في تاريخ المسابقة. ويعادل عدد مرات الفوز باللقب والمسجل باسم المنتخب المكسيك بأربعة ألقاب لكل منهما.

## الفريقين
المنتخبات المتأهلة إلى دور خروج المغلوب وواصلت طريقها إلى نهائي بطولة كأس الذهبية الكونكاكاف 2007
| الفريق           | الظهور في نهائيات كأس الكونكاكاف الذهبية السابقة (الخط الغليظ للأرقام يشير لسنة التتويج باللقب) |
| ---------------- | ----------------------------------------------------------------------------------------------- |
| الولايات المتحدة | 5 (1991، 1993، 1998، 2002، 2005)                                                                |
| المكسيك          | 4 (1993، 1996، 1998، 2003)                                                                      |

## الطريق إلى النهائي
| م | الفريق           | لعب | نقاط |
| - | ---------------- | --- | ---- |
| 1 | الولايات المتحدة | 3   | 9    |
| 2 | غواتيمالا        | 3   | 4    |
| 3 | السلفادور        | 3   | 3    |
| 4 | ترينيداد وتوباغو | 3   | 1    |

| م | الفريق  | لعب | نقاط |
| - | ------- | --- | ---- |
| 1 | هندوراس | 3   | 6    |
| 2 | المكسيك | 3   | 6    |
| 3 | بنما    | 3   | 4    |
| 4 | كوبا    | 3   | 1    |

## المباراة

### تفاصيل المباراة
| الولايات المتحدة                              | 2–1    | المكسيك             |
| --------------------------------------------- | ------ | ------------------- |
| لاندون دونوفان 62' (ركلة.) · بيني فيلهابر 73' | Report | 44' أندريس غواردادو |

## روابط خارجية
- Official website نسخة محفوظة January 24, 2021, على موقع واي باك مشين.